# Královská sloka
Královská sloka (anglicky Rhyme royal) je sedmiveršová strofa, která se rýmuje podle schématu „ababbcc“. Většinou je v ní použit pětistopý jambický verš s deseti až jedenácti slabikami. Je vhodná pro dlouhé básnické skladby. Byla velmi užívána ve středověké anglické epické poezii. Poprvé ji v Anglii užil Geoffrey Chaucer. Královská sloka plnila v anglické poezii stejnou úlohu, jako ottava rima v jihoevropských literaturách. V české poezii je možné ji najít ve tvorbě Františka Kvapila.

## Příklady
- Thomas Wyatt, They Flee From Me
- Edmund Spenser, An Hymn In Honour Of Beauty
- Edmund Spenser, An Hymn Of Heavenly Beauty
- William Shakespeare, A Lover's Complaint
- William Shakespeare,The Rape of Lucrece (Zneuctění Lukrecie)
- John Milton, On the Morning of Christ's Nativity
- John Milton, On the Death of a Fair Infant Dying of a Cough
- Emma Lazarus, Sic Semper Liberatoribus!
- William Morris, The Earthly Paradise (částečně)[4]
- John Masefield, Dauber[2]

Občasně rýmové schéma ababbcc se vyskytuje v jiných literaturách. Řádky nejsou tedy vždy deseti- nebo jedenáctislabičné, jako třeba v básních svatého Jana od Kříže:
Yo no supe dónde estaba,
pero, cuando allí me vi,
sin saber dónde me estaba,
grandes cosas entendí;
no diré lo que sentí,
que me quedé no sabiendo,
toda ciencia trascendiendo.
(Temná noc)

## Ukázka
V hlubinách mraků, se stožárem bidy
na lodi ztracených můj národ hyne.
Do jeho srdce šlehly Eumenidy,
zmij zoufalství se k ňadrům jeho vine.
Ó jeden blesk jen, Bože Hospodine!
Nechť zazáři tvůj paprsk v noci strasti
a před námi se vrah náš bude třásti.
(František Kvapil, V hlubinách mraků)
Anglický básník Francis Kynaston přeložil do latiny Chaucerovu poému Troilus a Krisejda
Tempestas tristis argumento maesto
Videtur apta, bene et convenire.
Sic erat quando scribere eram praesto
Tragoediam hanc, inclemens caelum mire
Cum grandines ab Ariete qui prodire
Solent, coeperunt Borea sic descendere,
Ut vix a frigore potui me defendere.